# دوروثي هيويت
دوروثي كواد هيويت (21 مايو 1923-25 أغسطس 2002) كاتبة مسرحية وشاعرة ومؤلفة أسترالية وأيقونة نسوية رومانسية على قائمة الشرف الأسترالية. كانت من هواة التجريب في الكتابة وخلال حياتها. جربت أساليب أدبية مختلفة مع تغير ظروفها ومعتقداتها، ومنها: الحداثة والواقعية الاشتراكية والتعبيرية والطليعية. كانت عضوًا في الحزب الشيوعي الأسترالي في خمسينيات وستينيات القرن العشرين، ما أغنى عملها خلال تلك الفترة.
قدمت في حياتها 22 مسرحية، ونشرت تسع مجموعات شعرية وثلاث روايات والعديد من الأعمال النثرية الأخرى. نُشرت أربع مختارات أدبية من شعرها. حصلت على العديد من الجوائز وأُدرج اسمها بشكل متكرر في مناهج الأدب الأسترالي في المدارس والجامعات. أجرت وسائل الإعلام مقابلات منتظمة معها في سنواتها الأخيرة، وغالبًا ما تورطت في الجدل، حتى بعد وفاتها.

## النشأة والتعليم
ولدت دوروثي كواد هيويت في 21 مايو 1923 في بيرث في أستراليا الغربية. عاشت هيويت حتى سن الثانية عشر في مزرعة للأغنام والقمح في لامبتون داونز، في منطقة حزام القمح بغرب أستراليا. انتقى أجدادها لأمها 3000 فدان من الأراضي عام 1912، وطُهرت الأراضي من قبل ألبرت فيسى البالغ من العمر 15 عامًا. قيل عن جدتها ماري كواد أنها «اختلست من الأموال بما فيه الكفاية». أَثرت فطنتها التجارية العائلة، عندما بدأوا العمل في متجر للأقمشة في بيرث، ثم في الإنتاج الزراعي في حزام القمح، ومن خلال امتلاكهم ثلاثة متاجر عامة محلية، والعمل في التجارة الداخلية بشراء الأراضي على طول خط سكة حديدية جديدة، والامتيازات على المحاصيل والملكيات. نجا والد هيويت من حملة جاليبولي والجبهة الغربية في الحرب العالمية الأولى، وقد حصل على وسام الشجاعة مرتين.
تلقت هيويت تعليمها من خلال مدرسة مراسلات حتى سن الثانية عشر. اعتادت وشقيقتها الصغرى رواية قصص تفصيلية لبعضهما البعض حول المناظر الطبيعية للمزرعة. بدأت كتابة الشعر في السادسة من عمرها، واعتاد والديها الاستيقاظ ليلًا لكتابة قصائدها، ونُشرت أول قصيدة لها عندما كانت في التاسعة من عمرها. انبهرت هيويت بالمسرح وعالم هوليوود أثناء رحلاتها السنوية إلى بيرث. عانت والدتها من أعراض انقطاع الطمث المبكرة الشديدة وتغلبت عليها من أجل هيويت الصغيرة والمبدعة.
انتقلت العائلة إلى بيرث في عام 1935 حيث افتتحوا مسرح ريجال في سوبياكو. التحقت هيويت بكلية بيرث، حيث كان عليها ارتداء الأحذية والقبعة والقفازات لأول مرة، وشكلت صدمة لها بعد حياتها في المزرعة. عُرفت باسم «الناسكة هيويت» كونها فتاة ريفية خجولة بشدة. برعت في اللغة الإنجليزية وحصلت على جائزة معرض الدولة باللغة الإنجليزية عام 1941. اصطحبها والدها إلى اجتماع زمالة الكتاب الأستراليين، تشجيعًا لابنته الموهوبة.
التحقت هيويت بجامعة أستراليا الغربية في عام 1942، وكانت شغوفة بمشاركتها في الحياة الجامعية. فازت بجائزة مينجين الوطنية للشعر في ذلك العام، بعمر 17 عامًا. أسست جمعية الدراما الجامعية مع عدد من الأصدقاء، ومثلت في عدد من مسرحيات المرجع، بما في ذلك الميلودراما التي كتبتها بنفسها. حصلت على درجات امتياز عالية في اللغة الإنجليزية، لكنها رسبت في الفرنسية لعدة سنوات ولم تتخرج.

## فترة امتهانها الكتابة الواقعية وانتسابها للحزب الشيوعي
عملت هيويت بعد مغادرتها جامعة غرب أستراليا في مكتبة وبدأت العمل كصحفية مبتدئة في صحيفة ديلي نيوز في بيرث، لكنها خسرت هاتين الوظيفتين. رفضت أسلوب حياة والديها الثريان وتطلعاتهما، وانضمت إلى الحزب الشيوعي الأسترالي، وحررت لفترة وجيزة في صحيفة الحزب الشيوعي ذا ووركرز ستار. نُشرت عشرات المقالات التي كتبها دوروثي هيويت في ذا ووركرز ستار بين عامي 1945-1947. تعافت بعد محاولة انتحار بعد فشل علاقة حب خلال فترة الحرب، وكتبت قصيدة العهد، أول عمل متبلور لها، والذي فاز بجائزة آي بي سي الشعرية المرموقة في عام 1945. وتزوجت لتتعافى من علاقتها السابقة من محامي الحزب لويد ديفز عام 1945، وأنجبا طفلهما كلانسي في عام 1947.
التحقت مجددًا بجامعة أستراليا الغربية بعد الحرب العالمية الثانية لفترة وجيزة، وأصبحت محررة لمجلة الجامعة «البجعة السوداء» والتي سرعان ما أُطلق علها اسم «البجعة الحمراء». كان حماسها كبيرًا لدرجة أنها حافظت على «نقاء المجلة سياسيًا» من خلال كتابة معظم المحتويات بنفسها تحت أسماء مستعارة مختلفة. منعت السلطات توزيعها في أي جامعة أسترالية أخرى.
غطت هيويت هجمة بيلبارا عام 1946 لصحيفة ذا ووركرز ستار، وكتبت قصيدتها الملحمية كلانسي ودولي ودون ماكليود، والتي عززت مكانتها كمؤلفة راديكالية وداعمة لحقوق السكان الأصليين. توقفت عمليًا عن الكتابة من أجل حياة مليئة بالحراك وتربية الأطفال.
وقعت في حب صانع الغلايات ليه فلود عام 1949، وهربت معه إلى سيدني لتعيش في ضاحية ريدفيرن الداخلية. رفض الحزب الشيوعي في أستراليا بشدة ما وصفوه بالسلوك غير الأخلاقي واضطرت إلى البدء من الصفر، وبيع الصحيفة الأسبوعية الشيوعية تريبيون في الشارع، ونشر المنشورات.
أدى الوقت الذي أمضته في العيش بفقر في كينغز كروس وريدفيرن والتطوع في الحزب الشيوعي الأسترالي إلى شهرة بعض أعمالها اللاحقة. كان منزلهم مكانًا تُعقد فيه اجتماعات الحزب الشيوعي بانتظام خلال فترة المكارثية، وكُرّس لطباعة المواد المعارضة وتوزيعها لاستفتاء حل الحزب الشيوعي ولاحقًا لجنة بتروف. كتبت هيويت في الصحافة خلال تلك الفترة بأسماء مستعارة لصحيفة تريبيون.
توفي طفلها الأول كلانسي في العام التالي في ملبورن، بسبب ابيضاض الدم الليمفاوي الحاد، وكان لهذا الحدث تأثير عميق على بقية حياتها.
انضم كل من هيويت وفلود إلى وفد نقابي إلى روسيا عام 1952، وكانا من أوائل الغربيين الذين زاروا جمهورية الصين الشعبية الجديدة.
عملت هيويت في مطحنة غزل قطنية لمدة عام، واستلهمت مادة روايتها الأولى بوبين أب. كانت ذروة الرواية عندما أضربت العاملات ضد ظروف العمل السيئة والفصل التعسفي. الأسلوب والمحتوى متجذران بقوة في الواقعية الاشتراكية، وقد تُرجمت الرواية إلى خمس لغات.
انخرطت هيويت خلال خمسينيات وستينيات القرن العشرين في مناظرات حول الأدب والتغيير الاجتماعي من منظور ماركسي ملتزم. كانت واحدة من مؤسسات المنظمة اليسارية لاتحاد النساء الأستراليات، وحررت الطبعة الأولى من مجلتهم، وشاركت بحماس في مجموعات الكتاب الواقعيين في سيدني وبيرث.
عانى فلود من الفُصام الزورانيّ بنوبات متكررة وغير قابلة للعلاج في ذلك الوقت، ولم يقدر على العمل. تولت هيويت وظيفة مؤلفة إعلانات في كتالوج متجر والتون سيرز لدعم الأسرة، ثم مع دار نشر ليدن. أصبح فلود عنيفًا بشكل متصاعد في عام 1958، ففرت عائدة إلى والديها في أستراليا الغربية، مع أولادها الثلاثة الصغار جو ومايكل وتوم فلود.
بنى لها والدها منزلًا في ملعب التنس القديم في الجزء الخلفي من بيتهم في جنوب بيرث. أعادت ترتيب حياتها، وتدربت في كلية المعلمين في غرايلاندز ولكن استُبعدت عندما اكتشفوا أنها مطلقة.